# 忘れえぬ慕情 (1962年の映画)
『忘れえぬ慕情』（わすれえぬぼじょう、英語: A Girl Named Tamiko）は、1962年のアメリカ合衆国のドラマ映画。監督はジョン・スタージェス、出演はローレンス・ハーヴェイとフランス・ニュイエンなど。テクニカラーパナビジョンで撮影され、パラマウント映画が配給した。
日本では劇場未公開でテレビ放映された。

## ストーリー
日本とロシアのハーフのカメラマンイヴァン・カリンは日本へやって来た。上流階級の日本人女性タミコとイヴァンは恋に落ちるが、イヴァンには恋人がいて、2人の女性の間で悩む。

## キャスト
- イヴァン・カリン: ローレンス・ハーヴェイ
- タミコ: フランス・ニュイエン
- フェイ・ウィルソン: マーサ・ハイヤー
- マックス・ウィルソン: ゲイリー・メリル
- ナイジェル・コステア: マイケル・ワイルディング（英語版）
- エイコ: ミヨシ・ウメキ
- ジェームズ・ハッテン: スティーブ・ブローディー（英語版）
- メアリー・ハッテン: リー・パトリック（英語版）
- ミニヤ: ジョン・フジオカ（英語版）
- キミタカ: ボブ・オカザキ
- オータニ: リチャード・ロー
- アキバ: フィリップ・アーン

## スタッフ
- 監督：ジョン・スタージェス
- 製作：ジョセフ・H・ヘイゼン、ハル・B・ウォリス
- 脚本：エドワード・アンハルト（英語版）
- 撮影：チャールズ・ラング
- 音楽：エルマー・バーンスタイン
- 編集：ワーレン・ロー（英語版）